# لغة الخزر
لغة الخزر هي اللغة التي تحدثت بها القبائل التركية المهاجرة إلى آسيا الوسطى في العصور الوسطى. وعلى الرغم من كونها إحدى اللغات التركية إلا أن النقاش مستمر حولها كونها تابعة لإي قسم من أقسام اللغات التركية. ويفترض بعض الباحثين عن وجود علاقة قريبة بين اللغة الخزرية واللغات الإيرانية أو لغات القوقاز.

## التاريخ

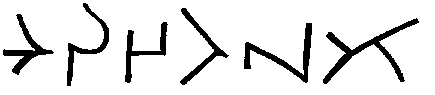
كلمة مكتوبة بالأبجدية الخزرية وهي الكلمة الوحيدة التي وصلت إلينا حتى يومنا هذا من لغة الخزر وتعنى قرأت

يعتبر النموذج الأكثر وضوحًا في أيدينا حول اللغات التركية القديمة ومعها اللغة الخزرية في الفترة بين القرن السادس والقرن العاشر النموذج الذي عُرف للعالم في عام 1912 وتعرف باسم وثيقة كامبريدج أو باسمها السابق (رسائل سشلشتر)، وقد وجد على حافة هذه الرسالة المكتوبة بالأبجدية التركية القديمة جملة باللغة الخزرية في كلمة واحدة. ومعنى هذه الكلمة أنا قرأته. بالإضافة إلى استعمال الحيوانات كتقويم شهري لهم.
لم يصل إلينا حتى يومنا هذا أي أثرٍ مكتوب بلغة الخزر، ولهذا السبب لا يوجد أي معلومات موثوقة حول لغة الخزر. ولو يبقى من الخزر حتى يومنا هذا غير وثيقتين مكتوبتين باللغة العبرية. إحدى هاتين الوثيقتين مكتوبة من قبل الكغان (الحاكم) يوسف في عام 960 إلى وزير الدولة الأموية في الأندلس عبد الرحمن الثالث وكان وزيره يهوديًا. كما وجد جزء مكتوب في نفس عهد هذا الكغان (الحاكم) من قبل يهودي مجهول الاسم في مصر. وقد أفاد بعض الباحثين أمثال فاسيلي بارتولد وفلاديمير مينورسكي أن لغة الخزر تشبه لغة ولغا بلغاريا والتي هي لغة تشوفاش الآن. وتشبه أيضًا اللغة البلغارية، وعليه فإن لغة الخزر ليست فرعًا من اللغات التركية، بل تقترب إلى لغة تشوفاش. كما أعلن بعض الباحثين أن الخزر استخدموا لغات عديدة في دولتهم غير لغتهم الرسمية.
اعتبر العلماء العرب في العصور الوسطى أن اللغة التي تحدث بها الخزر قريبة من لغة أتراك الأوغوز. واعلنوا أنه تم استخدام اللغتين في امبراطورية الخزر.
وقعت لغة الخزر تحت تأثير اللغة التركية القديمة ولغة الأويغور، وقد أجمع عدد من الباحثين أن لهجة الخزر ارتبطت بلغات الأيغور مثلها مثل اللغات التركية كلغة الهون ولغة البولجار. بالإضافة إلى أن قراشاي وبلقار يستخدمون العدد المتبقي من كلمات تلك اللغة. حتى أن القرائين الذين يعيشون في بولندا يستخدمون لغة الخزر التركية القديمة.
وقد كُتبت اللغة الخزرية في فترات مختلفة بأبجديات عديدة مثل الأبجدية الكيريلية، والأبجدية العبرية، والأبجدية اللاتينية، والأبجدية العربية، والأبجدية الجورجية.

## كتب أجنبية متعلقة
- Erdal, Marcel (1999). "The Khazar Language". In: Golden et al., 1999:75-107.
- Erdal, Marcel (2007). "The Khazar Language." The World of the Khazars: New Perspectives. Brill, 2007. pp. 75–107.
- [[Norman Golb & Omeljan Pritsak (1982). Khazarian Hebrew Documents of the Tenth Century. Ithaca: Cornell Univ. Press.
- Johanson, Lars & Éva Agnes Csató (ed.) (1998). The Turkic languages. London: Routledge.
- Johanson, Lars (1998). "The history of Turkic." In: Johanson & Csató, pp. 81–125. نسخة محفوظة 8 أبريل 2011 على موقع واي باك مشين.
- Johanson, Lars (1998). "Turkic languages." In: Encyclopaedia Britannica. CD 98. Encyclopaedia Britannica Online, 5 sept. 2007.
- Johanson, Lars (2000). "Linguistic convergence in the Volga area." In: Gilbers, Dicky & Nerbonne, John & Jos Schaeken (ed.). Languages in contact. Amsterdam & Atlanta: Rodopi. (Studies in Slavic and General linguistics 28.), pp. 165–178.

## روابط خارجية
khazaria.com باللغة الإنجليزية